# Meghvahovit
Meghvahovit (in armeno Մեղվահովիտ?) è un comune di 101 abitanti (2001) della Provincia di Lori in Armenia.